# Cámara analógica

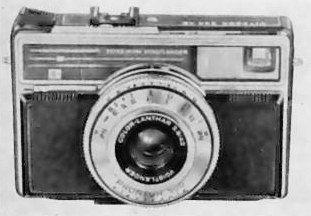
Cámara analógica " Voigtländer Vitessa 500 AE"

Una cámara es un dispositivo tecnológico utilizado para registrar imágenes estáticas o en movimiento. Estas pueden ser de paisajes, personas, eventos u objetos, con diferentes finalidades como guardar una memoria visual. 
Las cámaras analógicas hacen posible la existencia de la fotografía analógica, conocida también como fotografía química o de carrito). También son las que hicieron posible que posteriormente aparecieran las cámaras digitales y consecuentemente la fotografía digital .

## Historia

### Antecedentes
Remontándonos a los inicios de la fotografía, este empieza daguerrotipo, la cámara oscura, la cámara estenopeica y las investigaciones sobre el ennegrecimiento de las sales de plata. 
La fotografía analógica empezó gracias al conocimiento de las propiedades de la luz, así como gracias a descubrimientos físicos y químicos que fueron haciéndose a lo largo de décadas. La motivación para la creación de cámaras analógicas fue el deseo de capturar momentos y tenerlos en un soporte físico que perdurara en el tiempo. 
Desde sus inicios, las cámaras analógicas han evolucionado considerablemente. Nada más crearse capturaban la realidad de forma muy simple, poco a poco se han ido perfeccionando, por ejemplo, al acelerar el tiempo de la exposición de las fotografías. 

## Características principales
A continuación, estas son algunas características que distinguen unas cámaras analógicas de otras:
- Implican un proceso de revelado para obtener la imagen final, proceso que puede realizar el propio fotógrafo, o bien comercios especializados como, por ejemplo, laboratorios de revelado. No es un proceso excesivamente lento, pero en comparación con la fotografía digital sí se nota mucho la diferencia. [5]

- No tienen una pantalla LCD. Esta característica hace que no se pueda observar el resultado en el momento. Hasta que no se realiza el proceso de revelado, mencionado anteriormente, no se podrá observar cómo ha quedado la imagen. [5]
- Funcionan con carrito . Éste es un rollo fotográfico que es un acetato que tiene partículas de plata sensibles a la luz. [6] Cada uno de ellos diferentes (más fríos, más cálidos, con mayor o menor saturación, granulado...). Estos oscilan entre precios muy diferentes, algunos asequibles y otros con precios altos. Se pueden encontrar fácilmente en tiendas especializadas o en Internet. [5]
- Algunas tienen el modo manual. Sobre todo las más clásicas y atemporales. [5]

## Tipo de cámaras analógicas
La historia de las cámaras analógicas es muy larga, por lo que actualmente existen muchos tipos. Estas tipologías se establecen atendiendo a  diferentes características, como podrían ser su sistema de visor, tamaño, formato de película que admiten, función que permiten, etc. . 

### Compactas[8]
Las cámaras compactas son de las más sencillas. Son un tipo de cámara sin posibilidad de cambiar el objetivo, puesto que la lente va unida al cuerpo, y son ligeras y poco abultadas. Estas pueden tener controles automáticos o manuales, que afectan tanto al diafragma como al disparo.
- De focal fijo: Las que disparan siempre a igual distancia focal y que suelen tener la nitidez máxima entre los 2 y los 5 metros, dependiendo de la cámara.

- De focal variable: También conocidas como las que tienen zoom, son las que pueden variar la longitud focal para enfocar el objeto sin necesidad de acercarse a él y alejarse de él.
- Desechables: Compuestas por una caja que no permite que entre la luz y que lleven incorporada la película. Una vez abiertas ya no se pueden volver a utilizar. Algunas llevan flash y otras pueden sumergirse.

La primera cámara compacta para películas de formato 35mm fue Leica I/1929 .

### Telemétricas[9]
También conocidas como Rangefinder. Son aquellas que poseen un telémetro capaz de medir la distancia de funcionamiento, gracias a un método matemático.

### Réflex o SLR[10]
Las cámaras reflex o "Single Lens Reflex" son consideradas las cámaras más actualizadas, tanto por aficionador como por profesionales en el ámbito de la fotografía. Es un tipo de cámara  fácil de utilizar, que proporciona resultados muy buenos, en calidad y opciones creativas. Tienen un visor reflejo en lugar de un visor óptico. Estas cámaras dan la posibilidad de cambiar el objetivo. Tienen distintos controles como el selector de la sensibilidad, el disparador, el contador de exposiciones y el avance de la película.

### Réflex binoculares o TLR[11]
Conocidas también como "Twin Lens Reflex", son cámaras binoculares que tienen incorporados dos objetivos iguales a su cuerpo. Actualmente su uso ha disminuido, y apenas se fabrican. Aun así, una vez conocido su funcionamiento dan resultados de muy buena calidad. La marca más popular para este tipo de cámaras es la alemana Rolleifex .

### Miniatura[12]
Estas cámaras tienen todas las características de una cámara convencional, en un formato muy reducido. Para un fotógrafo inexperto pueden ser difíciles de controlar, ya que requieren de tiempos de exposición muy largos. Los ejemplos más característicos son la cámara Minox y la cámara Tessina .

### De 35 mm SLR automáticas[13]
Este tipo de cámara puede ser manual y automático. En el caso de ser manuales, se da total libertad al fotógrafo para manipular sus controles y hacer una foto como se desea. En el caso de las automáticas, sus parámetros pueden ser de gran ayuda al fotógrafo, con una automatización total que hacer que este se limite a encuadrar y disparar. Los automatismos más importantes son el de prioridad en la apertura y el de prioridad en la obturación. La primera cámara automática fue creada por Kodak en 1938.

### SLR de formato medio[14]
Son aquellas cámaras que utilizan una película de 60mm de ancho. El tamaño final del fotograma dependerá del modelo de cámara. Éstas cámaras fueron las más utilizadas en los estudios profesionales de fotografía, ya eran más cómodas de tratar y tenían un precio que no todo el mundo podía pagar. Además, suelen ser excelentes debido a la alta cualidad de sus imágenes. Al popularizarse su precio bajó, acercándose así a fotógrafos no profesionales. Las marcas más conocidas para este tipo de cámaras son Mamiya, Zenza Brónica y Hasselblad .

### De visor directo[15]
También llamadas de visor óptico, son todas aquellas cámaras que no utilizan un espejo para hacer llegar la imagen de la escena a través del visor. Una de las cámaras más reconocidas dentro de esta categoría es Mamiya 7 II.

### Técnicas portátiles de estudio[15]
Este tipo de cámara se conoce con muchos nombres, como bancos ópticos, cámaras de banco, cámaras de placa, etc. Utilitza los formatos de película 9x12 y 20x25. Se caracterizan por su flexibilidad, lo que significa que los planes donde están el objetivo y donde se coloca la placa pueden moverse. Su gran ventaja es la calidad y la nitidez y su gran desventaja es el gran tamaño y peso.

### De revelado instantáneo[16]
Este tipo de cámaras fueron conocidas sobre todo por la marca Polaroid. Se inventaros por dr. Edwin H. Land en 1947. 
Funcionan con un tipo de película que se expone, revela y positiva de forma automática, obteniendo de esta manera la impresión de la imagen en unos 60 segundos. El tamaño de la fotografía dependerá del tipo de cámara, teniendo algunos modelos flash incorporado, mientras otros más avanzados tienen incluso algún control de mecanismos para dirigir la exposición.

### Sumergibles[17]
Este tipo de cámaras son capaces de funcionar bajo el agua. Su composición es hermética, con una estructura fuerte que les permite soportar la presión del agua. Por ejemplo, en la fotografía analógica suele usarse una caja de policarbonato, con una valla incorporada que resiste al peso del agua. Además, al tener la estructura son más resistentes a los golpes y polvo. La profundidad máxima a la que pueden sumergirse depende de la marca.

### Panorámicas[18]
La fotografía panorámica requiere de cámaras especiales para conseguir su resultado. Se caracterizan por su formato amplio y un punto de vista mucho más alargado de lo convencional. Existen tres tipos de cámaras que usen película fotográfica:
- Cámaras panorámicas estándar de gran ángulo: Funciona exactamente igual que una cámara convencional pero con la capacidad de exponer fotogramas más anchos sin distorsiones. La más conocida es la XPan de la marca Hasselblad .
- Cámaras panorámicas rotativas: Estas cámaras realizan un movimiento circular mientras se va haciendo la foto de forma gradual. La película se sincroniza al movimiento de la cámara que puede llegar a ser de 360° y más si el negativo dura.
- Cámaras panorámicas de lente oscilante: Éstas tienen un objetivo especial que realiza un movimiento horizontal de izquierda a derecha mientras se va haciendo la fotografía. Se necesita trípode para utilizarlas.

## Revelación de las fotografías analógicas
La revelación de las fotografías analógicas se basa en un proceso físico-químico que involucra el uso de un material fotosensible activo. Este material se aplica sobre placas de vidrio o sobre una película flexible de material translúcido, que posteriormente se estabiliza para obtener y procesar las imágenes. 
Para la obtención de las imágenes se emplea un soporte llamado película fotográfica. El halogenuro de plata actúa como el compuesto activo, siendo el elemento sensible a la luz. El tamaño y cantidad de sus cristales determinan la sensibilidad de la película, expresada en una escala estandarizada por la ISO. 
El proceso de revelado se divide en dos pasos, el revelado y la fijación. Una vez seca la película o "negativo", se pueden realizar copias de la imagen sobre papel o sobre otra película, de manera que se obtiene una diapositiva o un positivo translúcido, que nos permitirá observar la fotografía por proyección o transparencia.
Finalmente, las imágenes obtenidas invierten de nuevo los valores de la luz, por ampliación o contacto, y dan como resultado un "positivo". A este proceso le llamamos positivado. 

## Cámaras analógicas en la actualidad
Siempre se dice que todo vuelve, lo cual es aplicable tanto a la historia como, en este caso, a las modas, lo que podría explicar como en plena revolución digital ha surgido una pasión por la fotografía analógica.  El hecho de que sea una fotografía mucho más compleja, que requiere de una espera de al menos 24h para conocer sus resultados ha sorprendido a mucha gente, sin embargo, existen diferentes motivos que hacen que siga viva. Podríamos hablar de pequeños detalles como sus los resultados, que tienen una atmósfera que no puede conseguirse con las cámaras digitales, además, el fotógrafo se involucra mucho más en el proceso. Es en definitiva una manera de volver a todo lo clásico, a hacer una fotografía tiene mucho más claro lo que se quiere captar, sin querer desperdiciar una sola imagen. 

### Dónde encontrarlas
Las cámaras analógicas han vuelto, convirtiéndose en una moda. Gracias a esto existe una gran facilidad para encontrarlas a un precio asequible, algo impensable en sus principios.
Para empezar, podríamos conseguir una fácilmente preguntando a conocidos o familiares, como padres o abuelos, puesto que antes las analógicas eran las únicas cámaras que había en el mercado.
También exstan las tiendas de antigüedades como opción, o bien los mercados ambulantes, aunque debemos tener en cuenta que aquí las cámaras pueden no estar en su mejor estado.
Existen también las tiendas de fotografía especializadas, donde las cámaras suelen ser más caras pero garantizan una mínima calidad, al ser un producto revisado y en buen estado.
Finalmente, actualmente en Internet existen muchas tiendas en línea donde se venden este tipo de cámaras. En este caso, el usuario cuenta con la ventaja de que se pueden revisar las opiniones de otros usuarios y ver buenas imágenes del producto, además de la posibilidad de obtener ofertas. 